# Сандерс, Саммер
Са́ммер Эли́забет Са́ндерс (англ. Summer Elisabeth Sanders; 13 октября 1972, Розвилл, Калифорния, США) — американская пловчиха, двукратная олимпийская чемпионка 1992 года, чемпионка мира 1991 года. Специализировалась в плавании баттерфляем и комплексном плавании.

## Биография
Родилась 13 октября 1972 года в Розвилле (штат Калифорния, США) в семье Боба и Барбары Сандерс. У Саммер есть старший брат — Тревор Сандерс.
Саммер начала свою карьеру пловчихи в 1988 году и к началу 1990-х годов она заняла множество призовых мест в различных олимпиадах. После ухода из спорта стала спортивным комментатором.
В 1997—2001 годах Саммер была замужем за пловцом Маком Хендерсоном (род. 1969).
С 30 июля 2005 года Саммер замужем во второй раз за призёром чемпионата мира по горнолыжному спорту Эриком Шлопи (род. 1972). В этом браке Сандерс родила двоих детей — дочь Скай Беллу Шлопи (род. 21.04.2006) и сына Роберта Чарльза Спайдера Шлопи (род. 15.01.2008).